# Peter Oliver

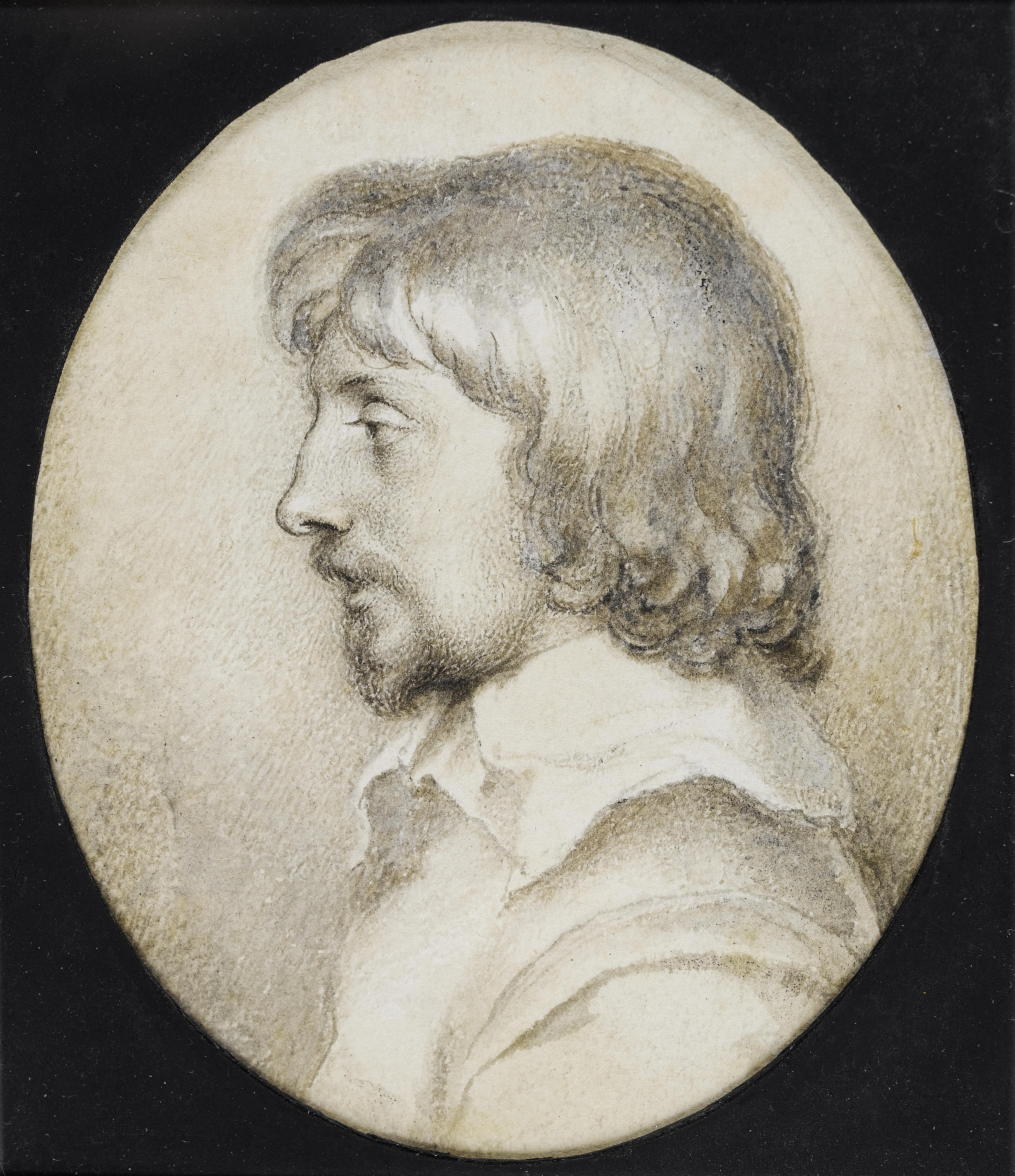
Peter Oliver

Peter Oliver (Londen, 1594 – aldaar, begr. 22 december 1647) was een Engels miniatuurschilder. Hij was de oudste zoon en leerling van Isaac Oliver, eveneens miniaturist, uit diens eerste huwelijk. Hij was op zijn beurt de leermeester van Alexander Cooper, broer van Samuel Cooper.
Oliver woonde in Isleworth. Zijn vader liet hem zijn werk na ter inspiratie en hij zou deze op zijn vakgebied naar de kroon steken. Befaamd zijn onder meer zijn kopieën van beroemde oude meesters, die hij maakte op verzoek van de koning. Veel van zijn werken werden via zijn weduwe aangekocht door Karel II en een aantal daarvan bevindt zich nog in Windsor Castle. Ook de privécollectie van koningin Wilhelmina bevatte werk van Oliver.
Peter Oliver werd begraven naast zijn vader in St Anne's in de Londense wijk Blackfriars.